# Xenoplatyura aurora
Xenoplatyura aurora är en tvåvingeart som beskrevs av Chandler 1994. Xenoplatyura aurora ingår i släktet Xenoplatyura och familjen platthornsmyggor.
Artens utbredningsområde är Israel. Inga underarter finns listade i Catalogue of Life.